# Majd al-Daula
Abú Talib Rustam (persa: ابو طالب رستم), comúnmente conocido por su laqab (título honorífico) de Majd al-Daula o Majd ad-Daula Rustam (مجد الدوله, "La gloria del imperio"), fue el último emir del emirato búyida de Ray desde 997 a 1029. 
Era el hijo mayor de Fajr al-Daula (r. 976-980, 984-997). Fue un gobernante débil, una figura ceremonial la mayor parte de su reinado, mientras que su madre, Sayyida Shirin, fue la verdadera gobernante del reino.
El reinado de Majd al-Daula fue testigo de la reducción gradual de las posesiones buyíes en el centro de Irán; Gurgan y Tabaristán se habían perdido ante los ziyaríes en 997, mientras que varias de las ciudades occidentales fueron tomados por los saláridas del Azerbaiyán iraní. También hubo problemas internos, como la revuelta del militar dailamita Ibn Fuladh en 1016. Tras la muerte de Sayyida Shirin en 1028, Majd al-Daula se enfrentó a una revuelta de sus soldados dailamitas, por lo que solicitó la ayuda del gobernante gaznávida Mahmud (r. 998-1030), para hacerles frente. Mahmud llegó a Ray en 1029, depuso a Majd al-Dawla como gobernante y saqueó la ciudad, poniendo fin al dominio buyí.
Según los registros, Majd al-Daula fue enviado a la capital gaznávida, Gazni, donde murió.

## Biografía

### Antecedentes
Abú Talib Rustam era miembro de la dinastía búyida, una familia dailamita que gobernó principalmente lo que hoy es el sur y el oeste de Irán, así como todo el actual Irak. El reino búyida estaba dividido principalmente en tres principados independientes, centrados en Ray (en Jibal), Shiraz (en Fars) y Bagdad (en Irak). Nació en 993, y era hijo del emir buyí Fajr al-Daula (r. 976-980, 984-997), que gobernó Jibal, Tabaristán y Gurgan. Su madre, Sayyida Shirin, era una princesa de la dinastía bavánida de Tabaristán. Abú Talib Rustam debía recibir una completa educación para estar en condiciones de gobernar. Su tutor fue Ibn Faris (f. 1004), un destacado erudito y gramático persa de Hamadán.

### Reinado
Cuando murió su padre en octubre/noviembre de 997, su hijo mayor, Rustam, sólo tenía cuatro años. Se convierte en el gobernante titular de Ray y recibe el título de Majd ad-Daula (Gloria del Imperio). El hijo menor, Abú Taher, se convirtió en el gobernante titular de Hamadán con el título de Shams al-Daula (Sol del Imperio). Los dos niños estuvieron bajo la tutela de su madre Sayyida, que actuaba como regente. Cada uno de los dos hijos se declaró independiente y tomó el título de "Rey de Reyes". Shams al-Dawla renunció a este título en 1009 o 1010 para reconocer la soberanía de Baha al-Daula, emir buyí de Fars e Irak.
En 1006 o 1007, Majd ad-Daula intentó librarse de la tutela de su madre con la ayuda de su visir Abú Alí ibn Alí. Sayyida huyó y se refugió con el jefe hasanúyida kurdo Badr ben Hasanuya y unió sus fuerzas con su otro hijo, Shams al-Daula, para asediar Ray. Tras algunos enfrentamientos, Ray fue tomado y Majd al-Daula fue hecho prisionero. Sayyida encerró a Majd al-Daula en la fortaleza de Tabarok, mientras que Shams al-Daula se instaló en Ray. Al cabo de un año, Majd al-Daula fue liberado y regresó a Ray, donde se mantuvo alejado de las intrigas políticas, aunque bajo el control de su madre. Su hermano volvió a Hamadán.
Durante su reinado, el territorio de los buyíes se fue reduciendo cada vez más. Gorgan y Tabaristán pasaron a manos de los ziyaríes ya en 997, y varias ciudades del oeste fueron conquistadas por los salaríes de Azerbaiyán. Las revueltas de la población o de los militares (1016 o 1017) y las disensiones familiares debilitaron el emirato. Sayyida tuvo que impedir que Shams se hiciera con el control de Ray.
Cuando Sayyida murió en 1028, las consecuencias de la destitución de Majd al-Daula se hicieron patentes. Tuvo que enfrentarse a una revuelta de los dailamitas en el ejército y pidió ayuda al Mahmud gaznávida, que estaba encantado de tener un pretexto para invadir la región. Llegó a Ray en marzo/abril de 1029. Destituyó a Majd al-Daula y saqueó la ciudad. Un gran número de habitantes fueron lapidados hasta la muerte: los cármatas y los ismailíes porque eran herejes a los ojos de los suníes gaznávidas. Mahmud puso fin al dominio de los buyíes en la región. Más tarde, uno de los hijos de Majd al-Daula intentó, en vano, reconquistar la provincia.